# Harpactea parthica
Harpactea parthica este o specie de păianjeni din genul Harpactea, familia Dysderidae, descrisă de Brignoli, 1980. Conform Catalogue of Life specia Harpactea parthica nu are subspecii cunoscute.